# Dioscorea gracillima
Dioscorea gracillima là một loài thực vật có hoa trong họ Dioscoreaceae. Loài này được Miq. mô tả khoa học đầu tiên năm 1867.